# سیمونه مالاتستا
سیمونه مالاتستا (انگلیسی: Simone Malatesta؛ زادهٔ ۹ فوریهٔ ۱۹۸۲) بازیکن فوتبال اهل ایتالیا است.
از باشگاه‌هایی که در آن بازی کرده‌است می‌توان به باشگاه فوتبال کارپی، باشگاه فوتبال مودنا، باشگاه فوتبال آسکولی، باشگاه فوتبال پارما، باشگاه فوتبال یوونتوس، باشگاه فوتبال ونتزیا، و باشگاه فوتبال پرو ورچلی اشاره کرد.